# 黒崎浩行
黒崎 浩行（くろさき ひろゆき、 1967年 -  ）は、日本の宗教学者。博士（宗教学）（國學院大學）。國學院大學神道文化学部教授。
近現代の宗教とメディア・コミュニケーション、神社神道の社会貢献などについて研究。

## 来歴
島根県松江市出身。1989年東京大学文学部（宗教学・宗教史学）卒業。1992年東京大学大学院人文科学研究科修士課程修了。1996年に大正大学大学院文学研究科博士課程を単位取得退学。
1995年から東京外国語大学アジア・アフリカ言語文化研究所COE研究員、1997年から國學院大學日本文化研究所専任講師、2003年4月から國學院大學神道文化学部専任講師、2007年4月から同准教授、2015年4月から同教授。

## 著書
- 『構築される信念-宗教社会学のアクチュアリティを求めて』（共著）　ハーベスト社、2000年
- 『仏教再生への道すじ』（共著）　勉誠出版、2004年